# Калитниково
Калитниково — деревня в Гаврилов-Ямском районе Ярославской области России. Входит в состав Ильинского сельского округа Шопшинского сельского поселения.

## География
Деревня находится в юго-восточной части области, в зоне хвойно-широколиственных лесов, к северу от автодороги 78Н-0179, на расстоянии примерно 25 километров (по прямой) к северо-западу от города Гаврилов-Ям, административного центра района. Абсолютная высота — 175 метров над уровнем моря.

### Климат
Климат характеризуется как умеренно континентальный, с умеренно холодной зимой и относительно тёплым летом. Среднегодовая температура воздуха — 3 — 3,5 °C. Средняя температура воздуха самого холодного месяца (января) — −13,3 °C; самого тёплого месяца (июля) — 18 °C. Вегетационный период длится около 165—170 дней. Годовое количество атмосферных осадков составляет 500—600 мм, из которых большая часть выпадает в тёплый период.

### Часовой пояс
Калитниково, как и вся Ярославская область, находится в часовой зоне МСК (московское время). Смещение применяемого времени относительно UTC составляет +3:00.

## Население
| 2007 | 2010 |
| ---- | ---- |
| 6    | ↘3   |

### Национальный состав
Согласно результатам переписи 2002 года, в национальной структуре населения русские составляли 100 % из 7 чел.
Данные переписи 1897 года.
Согласно данным переписных листов, в 1897 году в деревне проживало 145 человек: 80 мужчин и 65 женщин. Среди мужчин грамотными были 80%, среди женщин - 23%. В деревне было 29 домов, в основном - деревянные, крытые соломой. Большая часть жителей занималась земледелием, однако, 8 человек работали в Кронштадте (служили в лавке), 1 - разносчиком газет в Петербурге, у семьи Кочебиных была своя мясная лавка, 6 человек работали на ткацкой фабрике, 1 - валял валенки, 1 - вышивала полотенца. В деревне были также сапожник и портной. Помимо крестьян, в Калитниково проживали 4 мещанина. 